# Étoile de Bessèges 2020
L'Étoile de Bessèges 2020, cinquantesima edizione della corsa e valevole come prova dell'UCI Europe Tour 2020 categoria 2.1, si svolse in 5 tappe dal 5 al 9 febbraio 2020 su un percorso di 604,8 km, con partenza da Bellegarde e arrivo a Alès, in Francia. La vittoria fu appannaggio del francese Benoît Cosnefroy, il quale completò il percorso in 14h39'57", alla media di 41,239 km/h, precedendo l'italiano Alberto Bettiol ed il francese Alexys Brunel.
Sul traguardo di Alès 114 ciclisti, su 139 partiti da Bellegarde, portarono a termine la competizione.

## Tappe
| Tappa  | Data       | Percorso                                | km    | Vincitore di tappa  | Leader cl. generale |
| ------ | ---------- | --------------------------------------- | ----- | ------------------- | ------------------- |
| 1ª     | 5 febbraio | Bellegarde > Bellegarde/Côte de la Tour | 141,1 | Alexys Brunel       | Alexys Brunel       |
| 2ª     | 6 febbraio | Milhaud > Poulx                         | 156,1 | Magnus Cort Nielsen | Alexys Brunel       |
| 3ª     | 7 febbraio | Bessèges > Bessèges                     | 158,2 | Dries De Bondt      | Alexys Brunel       |
| 4ª     | 8 febbraio | Pont du Gard > Le Mont Bouquet          | 138,7 | Ben O'Connor        | Benoît Cosnefroy    |
| 5ª     | 9 febbraio | Alès > Alès (cron. individuale)         | 10,7  | Alberto Bettiol     | Benoît Cosnefroy    |
| Totale | Totale     | Totale                                  | 604,8 |                     |                     |

## Squadre e corridori partecipanti
| N.    | Cod. | Squadra                  |
| ----- | ---- | ------------------------ |
| 1-7   | COF  | Cofidis                  |
| 11-17 | ALM  | AG2R La Mondiale         |
| 21-27 | TFS  | Trek-Segafredo           |
| 31-37 | GFC  | Groupama-FDJ             |
| 41-47 | EF1  | EF Pro Cycling           |
| 51-57 | CCC  | CCC Team                 |
| 61-67 | NTT  | NTT Pro Cycling Team     |
| 71-77 | BVC  | B&B Hotels-Vital Concept |
| 81-87 | SVB  | Sport Vlaanderen-Baloise |
| 91-97 | PCB  | Team Arkéa-Samsic        |

| N.      | Cod. | Squadra                  |
| ------- | ---- | ------------------------ |
| 101-107 | WVA  | Wallonie Bruxelles       |
| 111-117 | NFP  | Nippo Delko Provence     |
| 121-127 | CWG  | Circus-Wanty Gobert      |
| 131-137 | AFC  | Alpecin-Fenix            |
| 141-147 | TDE  | Total Direct Énergie     |
| 151-157 | AUB  | St Michel-Auber 93       |
| 161-167 | KPH  | Kern Pharma              |
| 171-177 | RLM  | Natura4Ever-Roubaix      |
| 181-187 | BTM  | Beltrami TSA Marchiol    |
| 191-197 | CCA  | Cambodia Cycling Academy |

## Dettagli delle tappe

### 1ª tappa
- 5 febbraio: Bellegarde > Bellegarde/Côte de la Tour – 141,1 km

Risultati
| Pos. | Corridore         | Squadra   | Tempo    |
| ---- | ----------------- | --------- | -------- |
| 1    | Alexys Brunel     | Groupama  | 3h20'43" |
| 2    | Benoît Cosnefroy  | AG2R      | a 1"     |
| 3    | Edward Planckaert | Sport Vl. | a 3"     |

| Pos. | Corridore         | Squadra   | Tempo    |
| ---- | ----------------- | --------- | -------- |
| 1    | Alexys Brunel     | Groupama  | 3h20'32" |
| 2    | Benoît Cosnefroy  | AG2R      | a 3"     |
| 3    | Edward Planckaert | Sport Vl. | a 10"    |

### 2ª tappa
- 6 febbraio: Milhaud > Poulx – 156,1 km

Risultati
| Pos. | Corridore           | Squadra | Tempo    |
| ---- | ------------------- | ------- | -------- |
| 1    | Magnus Cort Nielsen | EF Pro  | 3h47'46" |
| 2    | E. B. Hagen         | NTT     | s.t.     |
| 3    | Tom Devriendt       | Wanty   | s.t.     |

| Pos. | Corridore         | Squadra   | Tempo    |
| ---- | ----------------- | --------- | -------- |
| 1    | Alexys Brunel     | Groupama  | 7h08'18" |
| 2    | Benoît Cosnefroy  | AG2R      | a 3"     |
| 3    | Edward Planckaert | Sport Vl. | a 10"    |

### 3ª tappa
- 7 febbraio: Bessèges > Bessèges – 158,2 km

Risultati
| Pos. | Corridore           | Squadra | Tempo    |
| ---- | ------------------- | ------- | -------- |
| 1    | Dries De Bondt      | Alpecin | 3h54'56" |
| 2    | Georg Zimmermann    | CCC     | s.t.     |
| 3    | Magnus Cort Nielsen | EF Pro  | a 2"     |

| Pos. | Corridore         | Squadra   | Tempo     |
| ---- | ----------------- | --------- | --------- |
| 1    | Alexys Brunel     | Groupama  | 11h03'16" |
| 2    | Benoît Cosnefroy  | AG2R      | a 3"      |
| 3    | Edward Planckaert | Sport Vl. | a 10"     |

### 4ª tappa
- 8 febbraio: Ponte del Gard > Le Mont Bouquet – 138,7 km

Risultati
| Pos. | Corridore     | Squadra | Tempo    |
| ---- | ------------- | ------- | -------- |
| 1    | Ben O'Connor  | NTT     | 3h20'29" |
| 2    | Simon Clarke  | EF Pro  | a 16"    |
| 3    | Kamil Małecki | CCC     | s.t.     |

| Pos. | Corridore        | Squadra  | Tempo     |
| ---- | ---------------- | -------- | --------- |
| 1    | Benoît Cosnefroy | AG2R     | 14h24'17" |
| 2    | Alexys Brunel    | Groupama | a 24"     |
| 3    | Alberto Bettiol  | EF Pro   | a 40"     |

### 5ª tappa
- 9 febbraio: Alès > Alès (cron. individuale) – 10,7 km

Risultati
| Pos. | Corridore           | Squadra | Tempo  |
| ---- | ------------------- | ------- | ------ |
| 1    | Alberto Bettiol     | EF Pro  | 15'13" |
| 2    | Magnus Cort Nielsen | EF Pro  | a 9"   |
| 3    | Pierre Latour       | AG2R    | a 15"  |

| Pos. | Corridore        | Squadra  | Tempo     |
| ---- | ---------------- | -------- | --------- |
| 1    | Benoît Cosnefroy | AG2R     | 14h39'57" |
| 2    | Alberto Bettiol  | EF Pro   | a 13"     |
| 3    | Alexys Brunel    | Groupama | a 14"     |

## Evoluzione delle classifiche
| Tappa              | Vincitore           | Classifica generale Maglia ocra | Classifica a punti Maglia gialla | Classifica scalatori Maglia azzurra | Classifica giovani Maglia bianca | Classifica a squadre |
| ------------------ | ------------------- | ------------------------------- | -------------------------------- | ----------------------------------- | -------------------------------- | -------------------- |
| 1ª                 | Alexys Brunel       | Alexys Brunel                   | Alexys Brunel                    | Georg Zimmermann                    | Alexys Brunel                    | Groupama-FDJ         |
| 2ª                 | Magnus Cort Nielsen | Alexys Brunel                   | Alexys Brunel                    | Georg Zimmermann                    | Alexys Brunel                    | Groupama-FDJ         |
| 3ª                 | Dries De Bondt      | Alexys Brunel                   | Magnus Cort Nielsen              | Georg Zimmermann                    | Alexys Brunel                    | Groupama-FDJ         |
| 4ª                 | Ben O'Connor        | Benoît Cosnefroy                | Magnus Cort Nielsen              | Georg Zimmermann                    | Alexys Brunel                    | EF Pro Cycling       |
| 5ª                 | Alberto Bettiol     | Benoît Cosnefroy                | Magnus Cort Nielsen              | Georg Zimmermann                    | Alexys Brunel                    | EF Pro Cycling       |
| Classifiche finali | Classifiche finali  | Benoît Cosnefroy                | Magnus Cort Nielsen              | Georg Zimmermann                    | Alexys Brunel                    | EF Pro Cycling       |

Maglie indossate da altri ciclisti in caso di due o più maglie vinte
- Nella 2ª e 3ª tappa Benoît Cosnefroy ha indossato la maglia gialla al posto di Alexys Brunel.
- Dalla 2ª alla 4ª tappa Kevin Geniets ha indossato la maglia bianca al posto di Alexys Brunel.

## Classifiche finali

### Classifica generale - Maglia ocra
| Pos. | Corridore         | Squadra   | Tempo     |
| ---- | ----------------- | --------- | --------- |
| 1    | Benoît Cosnefroy  | AG2R      | 14h39'57" |
| 2    | Alberto Bettiol   | EF        | a 13"     |
| 3    | Alexys Brunel     | Groupama  | a 14"     |
| 4    | Kevin Geniets     | Groupama  | a 1'02"   |
| 5    | Lilian Calmejane  | Total     | a 1'05"   |
| 6    | A. Paret-Peintre  | AG2R      | a 1'26"   |
| 7    | Damien Touzé      | Cofidis   | a 1'45"   |
| 8    | Aimé De Gendt     | Circus    | a 2'14"   |
| 9    | Jimmy Janssens    | Alpecin   | a 2'17"   |
| 10   | Edward Planckaert | Sport Vl. | a 2'19"   |

### Classifica a punti - Maglia gialla
| Pos. | Corridore        | Squadra  | Punti |
| ---- | ---------------- | -------- | ----- |
| 1    | M. Cort Nielsen  | EF       | 66    |
| 2    | Benoît Cosnefroy | AG2R     | 47    |
| 3    | Alexys Brunel    | Groupama | 44    |
| 4    | Alberto Bettiol  | EF       | 39    |
| 5    | Ben O'Connor     | NTT      | 37    |

### Classifica scalatori - Maglia azzurra
| Pos. | Corridore        | Squadra    | Punti |
| ---- | ---------------- | ---------- | ----- |
| 1    | Georg Zimmermann | CCC        | 28    |
| 2    | Marti Marquez    | Kern       | 22    |
| 3    | Simon Clarke     | EF         | 18    |
| 4    | Ben O'Connor     | NTT        | 14    |
| 5    | Maxime Cam       | B&B Hotels | 14    |

### Classifica giovani - Maglia bianca
| Pos. | Corridore     | Squadra  | Punti     |
| ---- | ------------- | -------- | --------- |
| 1    | Alexys Brunel | Groupama | 14h40'11" |
| 2    | Kevin Geniets | Groupama | a 48"     |
| 3    | Laurens Huys  | Wallonie | a 2'19"   |
| 4    | D. A. Mendez  | Kern     | s.t.      |
| 5    | M. Burgaudeau | Total    | a 2'28"   |

### Classifica a squadre
| Pos. | Squadra          | Tempo     |
| ---- | ---------------- | --------- |
| 1    | EF Pro Cycling   | 44h01'40" |
| 2    | AG2R La Mondiale | a 1'03"   |
| 3    | Groupama-FDJ     | a 1'21"   |
| 4    | CCC Team         | a 3'55"   |
| 5    | Cofidis          | a 4'27"   |